# Saison NBA 2014-2015
Navigation
Saison 2013-2014 Saison 2015-2016
La saison NBA 2014-2015 est la 66e saison de la NBA (69e en comptant les trois saisons BAA). Le NBA All-Star Game 2015 s'est déroulé le 15 février 2015 au Madison Square Garden à New York, siège des Knicks de New York, et au Barclays Center, siège des Nets de Brooklyn.
La saison régulière débute le mardi 28 octobre 2014 chez les Spurs de San Antonio, champions NBA 2014 et s'achève le mercredi 15 avril 2015. Les playoffs débutent le samedi 18 avril 2015 et s'achèvent le mardi 16 juin 2015 avec la victoire des Warriors de Golden State (4-2) sur les Cavaliers de Cleveland lors des NBA Finals 2015.
Pour passer un tour des playoffs, il faut gagner 4 matchs contre l'équipe adverse. Ils se déroulent en quatre tours : premier tour, demi-finale de conférence, finale de conférence et la finale NBA qui réunit la meilleure équipe des deux conférences.

## Calendrier des événements de la saison
- Du 11 juillet 2014 au 21 juillet 2014 : Summer League de Las Vegas.
- Du 30 août 2014 au 30 septembre 2014 : Coupe du monde FIBA de basketball en Espagne.
- 27 septembre 2014 : Début des camps d'entraînements pour les équipes qui auront des matchs de pré saisons en dehors de l’Amérique du Nord
- 30 septembre 2014 : Ouverture des camps d'entraînements pour toutes les équipes.
- 27 octobre 2014 : Liste des rosters pour l’ouverture de la saison.
- 28 octobre 2014 : Ouverture de la saison régulière 2014/2015.
- 5 janvier 2015 : Les contrats de 10 jours peuvent désormais être signés.
- 10 janvier 2015 : Les contrats sont garantis pour le reste de la saison.
- Du 13 au 15 février 2015 : NBA All Star Weekend, à New York.
- 19 février 2015 — Trade deadline (3 p.m. EST).
- 15 avril 2015 : Dernier jour de la saison régulière.
- 18 avril 2015 : Début des Playoffs NBA.

Source : « Le calendrier des événements NBA pour la saison 2014/2015 », Dunk Hebdo, 13 juillet 2014 (consulté le 13 juillet 2014)

## Transactions

### Retraites
| Date        | Nom              | Équipes | Âge | Palmarès                                                             | Ref.  |
| ----------- | ---------------- | --- | --- | -------------------------------------------------------------------- | ----- |
| 10 juin     | Derek Fisher     | Lakers de Los Angeles (1996–2004) Warriors de Golden State (2004–2006) Jazz de l'Utah (2006–2007) Lakers de Los Angeles (2007–2012) Thunder d'Oklahoma City (2012) Mavericks de Dallas (2012) Thunder d'Oklahoma City (2013-2014)                           | 39  | 5 fois champion NBA (2000, 2001, 2002, 2009, 2010)                   | [ 1 ] |
| 15 juin     | Shane Battier    | Grizzlies de Memphis (2001–2006) Rockets de Houston (2006–2011) Grizzlies de Memphis (2011) Heat de Miami (2011–2014) | 35  | 2 fois champion NBA (2012, 2013)                                     | [ 2 ] |
| 9 septembre | Chauncey Billups | Celtics de Boston (1997–1998) Raptors de Toronto (1998) Nuggets de Denver (1998-2000) Timberwolves du Minnesota (2000-2002) Pistons de Détroit (2002-2009) Nuggets de Denver (2009-2011) Clippers de Los Angeles (2011-2013) Pistons de Détroit (2013-2014) | 37  | 1 fois champion NBA (2004) Médaille d'or de la Coupe du Monde (2010) | [ 3 ] |
| 21 mars     | Steve Nash       | Suns de Phoenix (1996–1998) Mavericks de Dallas (1998-2004) Suns de Phoenix (2004-2012) Lakers de Los Angeles (2012-2015) | 41  | 2 fois MVP (en 2005 et en 2006)                                      | [ 4 ] |

### Agents libres
Les négociations pour les agents libres ont commencé le 1er juillet 2014, mais les signatures ne pourront être officielles qu'à compter du 10 juillet, après le moratoire sur les salaires.
| Agents libres "importants" | Agents libres "importants" | Agents libres "importants" | Agents libres "importants" |
| Joueur                     | Équipe 2013/2014           | Équipe 2014/2015           | Autre                      |
| -------------------------- | -------------------------- | -------------------------- | -------------------------- |
| LeBron James               | Heat de Miami              | Cavaliers de Cleveland     | 42 000 000 $ sur 2 ans     |
| Pau Gasol                  | Lakers de Los Angeles      | Bulls de Chicago           |                            |
| Isaiah Thomas              | Kings de Sacramento        | Suns de Phoenix            | Sign and trade             |
| Chris Bosh                 | Heat de Miami              | Heat de Miami              | 118 000 000 $ sur 5 ans    |
| Carmelo Anthony            | Knicks de New York         | Knicks de New York         | 124 000 000 $ sur 5 ans    |
| Paul Pierce                | Nets de Brooklyn           | Wizards de Washington      | 11 000 000 $ sur 2 ans     |
| Dwyane Wade                | Heat de Miami              | Heat de Miami              | 34 000 000 $ sur 2 ans     |

### Entraîneurs
| Avant la saison           | Avant la saison         | Avant la saison         |
| Équipe                    | Entraîneur 2013-2014    | Entraîneur 2014-2015    |
| ------------------------- | ----------------------- | ----------------------- |
| Nets de Brooklyn          | Jason Kidd              | Lionel Hollins          |
| Cavaliers de Cleveland    | Mike Brown              | David Blatt             |
| Pistons de Détroit        | Maurice Cheeks          | Stan Van Gundy          |
| Warriors de Golden State  | Mark Jackson            | Steve Kerr              |
| Lakers de Los Angeles     | Mike D'Antoni           | Byron Scott             |
| Bucks de Milwaukee        | Larry Drew              | Jason Kidd              |
| Timberwolves du Minnesota | Rick Adelman            | Flip Saunders           |
| Knicks de New York        | Mike Woodson            | Derek Fisher            |
| Jazz de l'Utah            | Tyrone Corbin           | Quin Snyder             |
| Pendant la saison         |                         |                         |
| Équipe                    | Ancien coach            | Nouveau coach           |
| Kings de Sacramento       | Mike Malone             | Tyrone Corbin (intérim) |
| Kings de Sacramento       | Tyrone Corbin (intérim) | George Karl             |
| Magic d'Orlando           | Jacque Vaughn           | James Borrego (intérim) |
| Nuggets de Denver         | Brian Shaw              | Melvin Hunt (intérim)   |

#### Avant saison
- Le 21 avril 2014, les Knicks de New York licencient l'entraîneur Mike Woodson après deux ans[5].
- Le 21 avril 2014, l'entraîneur des Timberwolves du Minnesota, Rick Adelman, annonce sa retraite d'entraîneur, à 67 ans, après 23 saisons en NBA[6],[7].
- Le 21 avril 2014, le Jazz de l'Utah décide de ne pas prolonger le contrat de Tyrone Corbin arrivé dans la franchise pour la saison 2010-2011[8],[9].
- Le 30 avril 2014, l'entraîneur des Lakers de Los Angeles, Mike D'Antoni, présente sa démission à la direction du club qui l'a acceptée[10].
- Le 6 mai 2014, l'entraîneur des Warriors de Golden State, Mark Jackson, est licencié par son club après trois saisons à Golden State[11]. Il est remplacé par le consultant sur la chaîne TNT, Steve Kerr, alors que celui-ci était fortement pressenti pour rejoindre son ami et ancien coach, Phil Jackson aux Knicks de New York.
- Le 12 mai 2014, l'entraîneur des Cavaliers de Cleveland, Mike Brown, est licencié par son club après une saison à Cleveland[12].
- Le 14 mai 2014, Stan Van Gundy est le nouvel entraîneur des Pistons de Détroit[13], il remplace John Loyer[14], entraîneur par intérim depuis le licenciement de Maurice Cheeks[15].
- Le 6 juin 2014, Quin Snyder est nommé entraîneur du Jazz de l'Utah au poste laissé vacant à la fin de la saison régulière par Tyrone Corbin. Quin Snyder était l'assistant de Mike Budenholzer aux Hawks d'Atlanta (2013-2014) après l'avoir été aux 76ers de Philadelphie (2010-2011), aux Lakers de Los Angeles (2011-2012) et au CSKA Moscou(2012-2013)[16].
- Le 10 juin 2014, Phil Jackson, le nouveau président des Knicks de New York, nomme Derek Fisher au poste d'entraîneur. Fisher a été cinq fois champion NBA (2000, 2001, 2002, 2009 et 2010) avec les Lakers de Los Angeles dont Jackson était l'entraîneur[17].
- Le 20 juin 2014, les Cavaliers de Cleveland nomment David Blatt entraîneur en remplacement de Mike Brown[18].
- Le 30 juin 2014, Jason Kidd est transféré des Nets de Brooklyn aux Bucks de Milwaukee contre deux seconds tours de draft (2015, 2019), prenant la place de Larry Drew[19].
- Le 2 juillet 2014, les Nets de Brooklyn nomment Lionel Hollins entraîneur en remplacement de Jason Kidd[20].
- Le 25 juillet 2014, les Lakers de Los Angeles nomment Byron Scott entraîneur en remplacement de Mike D'Antoni.

#### Pendant la saison
- Le 15 décembre 2014, les Kings de Sacramento virent Mike Malone, Tyrone Corbin le remplace en intérim[21].
- Le 5 février 2015, le Magic d'Orlando vire Jacque Vaughn, James Borrego le remplace en intérim[22].
- Le 11 février 2015, les Kings de Sacramento virent Tyrone Corbin, George Karl le remplace[23].
- Le 3 mars 2015, les Nuggets de Denver virent Brian Shaw, Melvin Hunt le remplace en intérim[24].

## Pré-saison
La pré-saison commencera le samedi 4 octobre 2014 et s’achèvera le vendredi 24 octobre 2014.

## Saison régulière
La saison régulière débute le mardi 28 octobre 2014 chez les Spurs de San Antonio, champions NBA 2014, qui reçoivent les Mavericks de Dallas et s’achève le mercredi 15 avril 2015. Le calendrier et les horaires des matchs ont été communiqués le 13 août 2014.
Deux matchs de la saison régulière sont délocalisés. La rencontre entre les Rockets de Houston et les Timberwolves du Minnesota se déroule le 12 novembre 2014 à l’Arena Ciudad de México, tandis que la rencontre entre les Knicks de New York et les Bucks de Milwaukee se déroule le 15 janvier 2015 à l'O2 Arena de Londres.

## Classements
| Champion de division | Qualifié pour les playoffs | Non qualifié pour les playoffs |

Les champions de division sont automatiquement qualifiés pour les playoffs, ainsi que les cinq meilleures franchises de chaque conférence.

### Par division
Source : nba.com
 Mise à jour : Après matchs du 15 avril 2015
| Division Atlantique   | V  | D  | MJ | % V/D | GB | Dom   | Ext   | Div  | Conf  |
| --------------------- | -- | -- | -- | ----- | -- | ----- | ----- | ---- | ----- |
| Raptors de Toronto    | 49 | 33 | 82 | 59,8% | -  | 27-14 | 22-19 | 11-5 | 33-19 |
| Celtics de Boston     | 40 | 42 | 82 | 48,8% | 9  | 21-20 | 19-22 | 12-4 | 28-24 |
| Nets de Brooklyn      | 38 | 44 | 82 | 46,3% | 11 | 19-22 | 19-22 | 10-6 | 24-28 |
| 76ers de Philadelphie | 18 | 64 | 82 | 22,0% | 31 | 12-29 | 6-35  | 2-14 | 12-40 |
| Knicks de New York    | 17 | 65 | 82 | 20,7% | 32 | 10-31 | 7-34  | 5-11 | 11-41 |

| Division Centrale      | V  | D  | MJ | % V/D  | GB | Dom   | Ext   | Div  | Conf  |
| ---------------------- | -- | -- | -- | ------ | -- | ----- | ----- | ---- | ----- |
| Cavaliers de Cleveland | 53 | 29 | 82 | 64,6 % | -  | 31-10 | 22-19 | 11-5 | 35-17 |
| Bulls de Chicago       | 50 | 32 | 82 | 61,0 % | 3  | 27-14 | 23-18 | 8-8  | 33-19 |
| Bucks de Milwaukee     | 41 | 41 | 82 | 50,0 % | 12 | 23-18 | 18-23 | 7-9  | 30-22 |
| Pacers de l'Indiana    | 38 | 44 | 82 | 46,3 % | 15 | 23-18 | 15-26 | 8-8  | 28-24 |
| Pistons de Détroit     | 32 | 50 | 82 | 39,0 % | 21 | 18-23 | 14-27 | 6-10 | 23-29 |

| Division Sud-Est     | V  | D  | MJ | % V/D | GB | Dom   | Ext   | Div  | Conf  |
| -------------------- | -- | -- | -- | ----- | -- | ----- | ----- | ---- | ----- |
| Hawks d'Atlanta      | 60 | 22 | 82 | 73,2% | -  | 35-6  | 25-16 | 12-4 | 38-14 |
| Washington Wizards   | 46 | 36 | 82 | 56,1% | 14 | 29-12 | 17-24 | 10-6 | 30-22 |
| Heat de Miami        | 37 | 45 | 82 | 45,1% | 23 | 20-21 | 17-24 | 6-10 | 25-27 |
| Hornets de Charlotte | 33 | 49 | 82 | 40,2% | 27 | 19-22 | 14-27 | 8-8  | 25-27 |
| Magic d'Orlando      | 25 | 57 | 82 | 30,5% | 35 | 13-28 | 12-29 | 4-12 | 15-37 |

| Division Nord-Ouest       | V  | D  | MJ | % V/D | GB | Dom   | Ext   | Div  | Conf  |
| ------------------------- | -- | -- | -- | ----- | -- | ----- | ----- | ---- | ----- |
| Trail Blazers de Portland | 51 | 31 | 82 | 62,2% | -  | 32-9  | 19-22 | 11-5 | 31-21 |
| Thunder d'Oklahoma City   | 45 | 37 | 82 | 54,9% | 6  | 29-12 | 16-25 | 10-6 | 25-27 |
| Jazz de l'Utah            | 38 | 44 | 82 | 46,3% | 13 | 21-20 | 17-24 | 9-7  | 23-29 |
| Nuggets de Denver         | 30 | 52 | 82 | 36,6% | 21 | 19-22 | 11-30 | 6-10 | 19-33 |
| Timberwolves du Minnesota | 16 | 66 | 82 | 19,5% | 35 | 9-32  | 7-34  | 4-12 | 7-45  |

| Division Pacifique       | V  | D  | MJ | % V/D | GB | Dom   | Ext   | Div  | Conf  |
| ------------------------ | -- | -- | -- | ----- | -- | ----- | ----- | ---- | ----- |
| Warriors de Golden State | 67 | 15 | 82 | 81,7% | -  | 39-2  | 28-13 | 13-3 | 42-10 |
| Clippers de Los Angeles  | 56 | 26 | 82 | 68,3% | 11 | 30-11 | 26-15 | 12-4 | 37-15 |
| Suns de Phoenix          | 39 | 43 | 82 | 47,6% | 28 | 22-19 | 17-24 | 6-10 | 21-31 |
| Kings de Sacramento      | 29 | 53 | 82 | 35,4% | 38 | 18-23 | 11-30 | 7-9  | 18-34 |
| Lakers de Los Angeles    | 21 | 61 | 82 | 25,6% | 46 | 12-29 | 9-32  | 2-14 | 9-43  |

| Division Sud-Ouest    | V  | D  | MJ | % V/D | GB | Dom   | Ext   | Div | Conf  |
| --------------------- | -- | -- | -- | ----- | -- | ----- | ----- | --- | ----- |
| Rockets de Houston    | 56 | 26 | 82 | 68,3% | -  | 30-11 | 26-15 | 8-8 | 33-19 |
| Grizzlies de Memphis  | 55 | 27 | 82 | 67,1% | 1  | 31-10 | 24-17 | 9-7 | 35-17 |
| Spurs de San AntonioT | 55 | 27 | 82 | 67,1% | 1  | 33-8  | 22-19 | 8-8 | 32-20 |
| Mavericks de Dallas   | 50 | 32 | 82 | 61,0% | 6  | 27-14 | 23-18 | 7-9 | 29-23 |
| Pelicans Nlle-Orléans | 45 | 37 | 82 | 54,9% | 11 | 28-13 | 17-24 | 8-8 | 29-23 |

### Par conférence
Source : nba.com
 Mise à jour : Après matchs du 15 avril 2015
| Conférence Est | Conférence Est         | Conférence Est | Conférence Est | Conférence Est | Conférence Est | Conférence Est | Conférence Est |
| No             | Franchise              | Vic.           | Déf.           | MJ             | MR             | % V/D          | RV             |
| -------------- | ---------------------- | -------------- | -------------- | -------------- | -------------- | -------------- | -------------- |
| 1              | Hawks d'Atlanta        | 60             | 22             | 82             | 0              | 73,2%          | -              |
| 2              | Cavaliers de Cleveland | 53             | 29             | 82             | 0              | 64,6%          | 7              |
| 3              | Bulls de Chicago       | 50             | 32             | 82             | 0              | 61,0%          | 10             |
| 4              | Raptors de Toronto     | 49             | 33             | 82             | 0              | 59,8%          | 11             |
| 5              | Wizards de Washington  | 46             | 36             | 82             | 0              | 56,1%          | 14             |
| 6              | Bucks de Milwaukee     | 41             | 41             | 82             | 0              | 50,0%          | 19             |
| 7              | Celtics de Boston      | 40             | 42             | 82             | 0              | 48,8%          | 20             |
| 8              | Nets de Brooklyn       | 38             | 44             | 82             | 0              | 46,3%          | 22             |
|                |                        |                |                |                |                |                |                |
| 9              | Pacers de l'Indiana    | 38             | 44             | 82             | 0              | 46,3%          | 22             |
| 10             | Heat de Miami          | 37             | 45             | 82             | 0              | 45,1%          | 23             |
| 11             | Hornets de Charlotte   | 33             | 49             | 82             | 0              | 40,2%          | 27             |
| 12             | Pistons de Détroit     | 32             | 50             | 82             | 0              | 39,0%          | 28             |
| 13             | Magic d'Orlando        | 25             | 57             | 82             | 0              | 30,5%          | 35             |
| 14             | 76ers de Philadelphie  | 18             | 64             | 82             | 0              | 22,0%          | 42             |
| 15             | Knicks de New York     | 17             | 65             | 82             | 0              | 20,7%          | 43             |

| Conférence Ouest | Conférence Ouest                | Conférence Ouest | Conférence Ouest | Conférence Ouest | Conférence Ouest | Conférence Ouest | Conférence Ouest |
| No               | Franchise                       | Vic.             | Def.             | MJ               | MR               | % V/D            | RV               |
| ---------------- | ------------------------------- | ---------------- | ---------------- | ---------------- | ---------------- | ---------------- | ---------------- |
| 1                | Warriors de Golden State        | 67               | 15               | 82               | 0                | 81,7%            | -                |
| 2                | Rockets de Houston              | 56               | 26               | 82               | 0                | 68,3%            | 11               |
| 3                | Clippers de Los Angeles         | 56               | 26               | 82               | 0                | 68,3%            | 11               |
| 4                | Trail Blazers de Portland¹      | 51               | 31               | 82               | 0                | 62,2%            | 16               |
| 5                | Grizzlies de Memphis            | 55               | 27               | 82               | 0                | 67,1%            | 12               |
| 6                | Spurs de San Antonio T          | 55               | 27               | 82               | 0                | 67,1%            | 12               |
| 7                | Mavericks de Dallas             | 50               | 32               | 82               | 0                | 61,0%            | 17               |
| 8                | Pelicans de La Nouvelle-Orléans | 45               | 37               | 82               | 0                | 54,9%            | 22               |
|                  |                                 |                  |                  |                  |                  |                  |                  |
| 9                | Thunder d'Oklahoma City         | 45               | 37               | 82               | 0                | 54,9%            | 22               |
| 10               | Suns de Phoenix                 | 39               | 43               | 82               | 0                | 47,6%            | 28               |
| 11               | Jazz de l'Utah                  | 38               | 44               | 82               | 0                | 46,3%            | 29               |
| 12               | Nuggets de Denver               | 30               | 52               | 82               | 0                | 36,6%            | 37               |
| 13               | Kings de Sacramento             | 29               | 53               | 82               | 0                | 35,4%            | 38               |
| 14               | Lakers de Los Angeles           | 21               | 61               | 82               | 0                | 25,6%            | 46               |
| 15               | Timberwolves du Minnesota       | 16               | 66               | 82               | 0                | 19,5%            | 51               |

¹ Un leader de division ne peut se placer au-delà de la quatrième place de la conférence.

## Play-offs
Les playoffs sont disputés par les huit équipes les mieux classées de la conférence Est et par les huit les mieux classées de la conférence Ouest. Le tableau suivant résume les résultats.

### Tableau
|  | 1er tour         | 1er tour                        | 1er tour                 |   |                           | Demi-finales de Conférence | Demi-finales de Conférence | Demi-finales de Conférence |  |   | Finales de Conférence    | Finales de Conférence | Finales de Conférence |  |    | Finales NBA            | Finales NBA | Finales NBA |
|  |                  |                                 |                          |   |                           |                            |                            |                            |  |   |                          |                       |                       |  |    |                        |             |             |
|  | 1                | Hawks d'Atlanta                 | 4                        |   |                           |                            |                            |                            |  |   |                          |                       |                       |  |    |                        |             |             |
|  | 8                | Nets de Brooklyn                | 2                        |   |                           |                            |                            |                            |  |   |                          |                       |                       |  |    |                        |             |             |
|  | 8                | Nets de Brooklyn                | 2                        |   | 1                         | Hawks d'Atlanta            | 4                          |                            |  |   |                          |                       |                       |  |    |                        |             |             |
|  |                  |                                 |                          |   | 1                         | Hawks d'Atlanta            | 4                          |                            |  |   |                          |                       |                       |  |    |                        |             |             |
|  |                  | 5                               | Wizards de Washington    | 2 |                           |                            |                            |                            |  |   |                          |                       |                       |  |    |                        |             |             |
|  | 4                | 5                               | Wizards de Washington    | 2 | Raptors de Toronto        | 0                          |                            |                            |  |   |                          |                       |                       |  |    |                        |             |             |
|  | 4                |                                 |                          |   | Raptors de Toronto        | 0                          |                            |                            |  |   |                          |                       |                       |  |    |                        |             |             |
|  | 5                | Wizards de Washington           | 4                        |   |                           |                            |                            |                            |  |   |                          |                       |                       |  |    |                        |             |             |
|  | 5                | Wizards de Washington           | 4                        |   |                           |                            |                            |                            |  | 1 | Hawks d'Atlanta          | 0                     |                       |  |    |                        |             |             |
|  | Conférence Est   |                                 |                          |   |                           |                            |                            |                            |  | 1 | Hawks d'Atlanta          | 0                     |                       |  |    |                        |             |             |
|  |                  | 2                               | Cavaliers de Cleveland   | 4 |                           |                            |                            |                            |  |   |                          |                       |                       |  |    |                        |             |             |
|  | 3                | 2                               | Cavaliers de Cleveland   | 4 | Bulls de Chicago          | 4                          |                            |                            |  |   |                          |                       |                       |  |    |                        |             |             |
|  | 3                |                                 |                          |   | Bulls de Chicago          | 4                          |                            |                            |  |   |                          |                       |                       |  |    |                        |             |             |
|  | 6                | Bucks de Milwaukee              | 2                        |   |                           |                            |                            |                            |  |   |                          |                       |                       |  |    |                        |             |             |
|  | 6                | Bucks de Milwaukee              | 2                        |   | 3                         | Bulls de Chicago           | 2                          |                            |  |   |                          |                       |                       |  |    |                        |             |             |
|  |                  |                                 |                          |   | 3                         | Bulls de Chicago           | 2                          |                            |  |   |                          |                       |                       |  |    |                        |             |             |
|  |                  | 2                               | Cavaliers de Cleveland   | 4 |                           |                            |                            |                            |  |   |                          |                       |                       |  |    |                        |             |             |
|  | 2                | 2                               | Cavaliers de Cleveland   | 4 | Cavaliers de Cleveland    | 4                          |                            |                            |  |   |                          |                       |                       |  |    |                        |             |             |
|  | 2                |                                 |                          |   | Cavaliers de Cleveland    | 4                          |                            |                            |  |   |                          |                       |                       |  |    |                        |             |             |
|  | 7                | Celtics de Boston               | 0                        |   |                           |                            |                            |                            |  |   |                          |                       |                       |  |    |                        |             |             |
|  | 7                | Celtics de Boston               | 0                        |   |                           |                            |                            |                            |  |   |                          |                       |                       |  | E2 | Cavaliers de Cleveland | 2           |             |
|  |                  |                                 |                          |   |                           |                            |                            |                            |  |   |                          |                       |                       |  | E2 | Cavaliers de Cleveland | 2           |             |
|  |                  | O1                              | Warriors de Golden State | 4 |                           |                            |                            |                            |  |   |                          |                       |                       |  |    |                        |             |             |
|  | 1                | O1                              | Warriors de Golden State | 4 | Warriors de Golden State  | 4                          |                            |                            |  |   |                          |                       |                       |  |    |                        |             |             |
|  | 1                |                                 |                          |   | Warriors de Golden State  | 4                          |                            |                            |  |   |                          |                       |                       |  |    |                        |             |             |
|  | 8                | Pelicans de La Nouvelle-Orléans | 0                        |   |                           |                            |                            |                            |  |   |                          |                       |                       |  |    |                        |             |             |
|  | 8                | Pelicans de La Nouvelle-Orléans | 0                        |   | 1                         | Warriors de Golden State   | 4                          |                            |  |   |                          |                       |                       |  |    |                        |             |             |
|  |                  |                                 |                          |   | 1                         | Warriors de Golden State   | 4                          |                            |  |   |                          |                       |                       |  |    |                        |             |             |
|  |                  | 5                               | Grizzlies de Memphis     | 2 |                           |                            |                            |                            |  |   |                          |                       |                       |  |    |                        |             |             |
|  | 4                | 5                               | Grizzlies de Memphis     | 2 | Trail Blazers de Portland | 1                          |                            |                            |  |   |                          |                       |                       |  |    |                        |             |             |
|  | 4                |                                 |                          |   | Trail Blazers de Portland | 1                          |                            |                            |  |   |                          |                       |                       |  |    |                        |             |             |
|  | 5                | Grizzlies de Memphis            | 4                        |   |                           |                            |                            |                            |  |   |                          |                       |                       |  |    |                        |             |             |
|  | 5                | Grizzlies de Memphis            | 4                        |   |                           |                            |                            |                            |  | 1 | Warriors de Golden State | 4                     |                       |  |    |                        |             |             |
|  | Conférence Ouest |                                 |                          |   |                           |                            |                            |                            |  | 1 | Warriors de Golden State | 4                     |                       |  |    |                        |             |             |
|  |                  | 2                               | Rockets de Houston       | 1 |                           |                            |                            |                            |  |   |                          |                       |                       |  |    |                        |             |             |
|  | 3                | 2                               | Rockets de Houston       | 1 | Clippers de Los Angeles   | 4                          |                            |                            |  |   |                          |                       |                       |  |    |                        |             |             |
|  | 3                |                                 |                          |   | Clippers de Los Angeles   | 4                          |                            |                            |  |   |                          |                       |                       |  |    |                        |             |             |
|  | 6                | Spurs de San Antonio            | 3                        |   |                           |                            |                            |                            |  |   |                          |                       |                       |  |    |                        |             |             |
|  | 6                | Spurs de San Antonio            | 3                        |   | 3                         | Clippers de Los Angeles    | 3                          |                            |  |   |                          |                       |                       |  |    |                        |             |             |
|  |                  |                                 |                          |   | 3                         | Clippers de Los Angeles    | 3                          |                            |  |   |                          |                       |                       |  |    |                        |             |             |
|  |                  | 2                               | Rockets de Houston       | 4 |                           |                            |                            |                            |  |   |                          |                       |                       |  |    |                        |             |             |
|  | 2                | 2                               | Rockets de Houston       | 4 | Rockets de Houston        | 4                          |                            |                            |  |   |                          |                       |                       |  |    |                        |             |             |
|  | 2                |                                 |                          |   | Rockets de Houston        | 4                          |                            |                            |  |   |                          |                       |                       |  |    |                        |             |             |
|  | 7                | Mavericks de Dallas             | 1                        |   |                           |                            |                            |                            |  |   |                          |                       |                       |  |    |                        |             |             |

## Leaders statistiques de la saison régulière

### Meilleurs joueurs par statistiques
Pour pouvoir être classé et prétendre au titre de meilleur de la ligue dans une catégorie de statistique, le joueur doit répondre à un minimum de critères édictés dans le Rate Statistic Requirements.
Source: NBA.com  Mise à jour au 16 avril 2015, date de la fin de la saison régulière.
| Catégorie                      | Joueur            | Équipe                          | Statistique |
| ------------------------------ | ----------------- | ------------------------------- | ----------- |
| Points par match               | Russell Westbrook | Thunder d'Oklahoma City         | 28,1        |
| Rebonds par match              | DeAndre Jordan    | Clippers de Los Angeles         | 15,0        |
| Passes par match               | Chris Paul        | Clippers de Los Angeles         | 10,2        |
| Interceptions par match        | Kawhi Leonard     | Spurs de San Antonio            | 2,31        |
| Contres par match              | Anthony Davis     | Pelicans de La Nouvelle-Orléans | 2,94        |
| Ballons perdus par match       | Russell Westbrook | Thunder d'Oklahoma City         | 4,4         |
| Minutes jouées par match       | Jimmy Butler      | Bulls de Chicago                | 38,7        |
| Pourcentage de réussite        | DeAndre Jordan    | Clippers de Los Angeles         | 71,0 %      |
| Pourcentage à 3 points         | Luke Babbitt      | Pelicans de La Nouvelle-Orléans | 51,3 %      |
| Pourcentage aux lancers francs | Stephen Curry     | Warriors de Golden State        | 91,4 %      |
| Double-doubles                 | Pau Gasol         | Bulls de Chicago                | 54          |
| Triple-doubles                 | Russell Westbrook | Thunder d'Oklahoma City         | 11          |

### Statistiques équipes
Source: espn.go.com  Mise à jour au 16 avril 2015, date de la fin de la saison régulière.
| Catégorie                        | Équipe                                   | Statistique |
| -------------------------------- | ---------------------------------------- | ----------- |
| Points par match (max)           | Warriors de Golden State                 | 110,0       |
| Points par match (min)           | Knicks de New York                       | 91,9        |
| Rebonds par match                | Thunder d'Oklahoma City                  | 47,5        |
| Passes par match                 | Warriors de Golden State                 | 27,4        |
| Interceptions par match          | 76ers de Philadelphie Bucks de Milwaukee | 9,6         |
| Contres par match                | Pelicans de La Nouvelle-Orléans          | 6,2         |
| Pertes de balles par match (min) | Hornets de Charlotte                     | 11,2        |
| Pertes de balles par match (max) | 76ers de Philadelphie                    | 16,9        |
| Pourcentage de réussite          | Warriors de Golden State                 | 47,8 %      |
| Pourcentage à 3 points           | Warriors de Golden State                 | 39,8 %      |
| Pourcentage aux lancers francs   | Trail Blazers de Portland                | 80,1 %      |
| Points concédés par match (min)  | Jazz de l'Utah                           | 94,9        |
| Points concédés par match (max)  | Timberwolves du Minnesota                | 106,5       |
| Différentiel de points (+/-)     | Warriors de Golden State                 | + 10,1      |

## Records et récompenses de la saison

### Records individuels
| Catégorie                   | Joueur                          | Équipe                                          | Statistique             | Date                            |
| --------------------------- | ------------------------------- | ----------------------------------------------- | ----------------------- | ------------------------------- |
| Minutes                     | Khris Middleton                 | Bucks de Milwaukee                              | 55 (3OT)                | 20 mars 2015                    |
| Points                      | Kyrie Irving                    | Cavaliers de Cleveland                          | 57                      | 12 mars 2015                    |
| Rebonds                     | DeAndre Jordan Andre Drummond   | Clippers de Los Angeles Pistons de Détroit      | 27                      | 9 février 2015 11 mars 2015     |
| Rebonds défensifs           | DeAndre Jordan DeMarcus Cousins | Clippers de Los Angeles Kings de Sacramento     | 20                      | 1er mars 2015 3 avril 2015      |
| Rebonds offensifs           | Zaza Pachulia                   | Bucks de Milwaukee                              | 18                      | 20 mars 2015                    |
| Passes décisives            | Brandon Jennings                | Pistons de Détroit                              | 21                      | 21 janvier 2015                 |
| Interceptions               | Mario Chalmers                  | Heat de Miami                                   | 8                       | 20 février 2015                 |
| Contres                     | Hassan Whiteside                | Heat de Miami                                   | 12                      | 25 janvier 2015                 |
| Balles perdues              | Derrick Rose                    | Bulls de Chicago                                | 11                      | 27 janvier 2015                 |
| Tirs marqués                | Russell Westbrook               | Thunder d'Oklahoma City                         | 21 (sur 43)             | 12 avril 2015                   |
| Tirs tentés                 | Russell Westbrook               | Thunder d'Oklahoma City                         | 43                      | 12 avril 2015                   |
| Tirs à trois points marqués | Klay Thompson Kyrie Irving      | Warriors de Golden State Cavaliers de Cleveland | 11 (sur 15) 11 (sur 19) | 23 janvier 2015 28 janvier 2015 |
| Tirs à trois points tentés  | Kyrie Irving                    | Cavaliers de Cleveland                          | 19                      | 28 janvier 2015                 |
| Lancers francs marqués      | James Harden                    | Rockets de Houston                              | 22 (sur 25)             | 19 mars 2015                    |
| Lancers francs tentés       | DeAndre Jordan                  | Clippers de Los Angeles                         | 28                      | 19 février 2015                 |

- Dernière mise à jour le 16 avril 2015, date de la fin de la saison régulière.

## Récompenses

### Trophées annuels
| - Most Valuable Player : Stephen Curry, Warriors de Golden State - Rookie of the Year : Andrew Wiggins, Timberwolves du Minnesota - Defensive Player of the Year : Kawhi Leonard, San Antonio Spurs. - NBA Sixth Man of the Year Award : Louis Williams, Raptors de Toronto. - Most Improved Player : Jimmy Butler, Bulls de Chicago. - Coach of the Year : Mike Budenholzer, Hawks d'Atlanta. - Executive of the Year : Bob Myers, Warriors de Golden State - NBA Sportsmanship Award : Kyle Korver, Hawks d'Atlanta. - J. Walter Kennedy Citizenship Award : Joakim Noah, Bulls de Chicago - Twyman-Stokes Teammate of the Year Award : Tim Duncan, Spurs de San Antonio |

| - All-NBA First Team : - F LeBron James, Cavaliers de Cleveland - F/C Anthony Davis, Pelicans de La Nouvelle-Orléans - C Marc Gasol, Grizzlies de Memphis - G Stephen Curry, Warriors de Golden State - G James Harden, Rockets de Houston | - All-NBA Second Team : - F/C LaMarcus Aldridge, Trail Blazers de Portland - C/F DeMarcus Cousins, Kings de Sacramento - C Pau Gasol, Bulls de Chicago - G Russell Westbrook, Thunder d'Oklahoma City - G Chris Paul, Clippers de Los Angeles | - All-NBA Third Team : - F Blake Griffin, Clippers de Los Angeles - F/C Tim Duncan, Spurs de San Antonio - C DeAndre Jordan, Clippers de Los Angeles - G Klay Thompson, Warriors de Golden State - G Kyrie Irving, Cavaliers de Cleveland |

| - NBA All-Defensive First Team : - F Kawhi Leonard, Spurs de San Antonio - F Draymond Green, Warriors de Golden State - C DeAndre Jordan, Clippers de Los Angeles - G Tony Allen, Grizzlies de Memphis - G Chris Paul, Clippers de Los Angeles | - NBA All-Defensive Second Team : - F Anthony Davis, Pelicans de La Nouvelle-Orléans - F Tim Duncan, Spurs de San Antonio - C Andrew Bogut, Warriors de Golden State - G Jimmy Butler, Bulls de Chicago - G John Wall, Wizards de Washington |

| - NBA All-Rookie First Team : - Andrew Wiggins, Timberwolves du Minnesota - Nikola Mirotić, Bulls de Chicago - Nerlens Noel, 76ers de Philadelphie - Elfrid Payton, Magic d'Orlando - Jordan Clarkson, Lakers de Los Angeles | - NBA All-Rookie Second Team : - Marcus Smart, Celtics de Boston - Zach LaVine, Timberwolves du Minnesota - Bojan Bogdanović, Nets de Brooklyn - Jusuf Nurkić, Nuggets de Denver - Langston Galloway, Knicks de New York |

- MVP des Finales : Andre Iguodala

### Joueurs de la semaine
| Semaine                   | Conférence Est                                  | Conférence Ouest                                      | Réf.   |
| ------------------------- | ----------------------------------------------- | ----------------------------------------------------- | ------ |
| 28 octobre – 2 novembre   | Chris Bosh (Heat de Miami) (1/1)                | Klay Thompson (Warriors de Golden State) (1/3)        | [ 41 ] |
| 3 novembre – 9 novembre   | Deron Williams (Nets de Brooklyn) (1/1)         | Stephen Curry (Warriors de Golden State) (1/2)        | [ 42 ] |
| 10 novembre – 16 novembre | LeBron James (Cavaliers de Cleveland) (1/3)     | Damian Lillard (Trail Blazers de Portland) (1/2)      | [ 43 ] |
| 17 novembre – 23 novembre | Lou Williams (Raptors de Toronto) (1/1)         | DeMarcus Cousins (Kings de Sacramento) (1/1)          | [ 44 ] |
| 24 novembre – 30 novembre | LeBron James (Cavaliers de Cleveland) (2/3)     | Blake Griffin (Clippers de Los Angeles) (1/1)         | [ 45 ] |
| 1er décembre – 7 décembre | Kyle Lowry (Raptors de Toronto) (1/1)           | LaMarcus Aldridge (Trail Blazers de Portland) (1/2)   | [ 46 ] |
| 8 décembre – 14 décembre  | John Wall (Wizards de Washington) (1/1)         | James Harden (Rockets de Houston) (1/3)               | [ 47 ] |
| 15 décembre – 21 décembre | Al Horford (Hawks d'Atlanta) (1/2)              | LaMarcus Aldridge (Trail Blazers de Portland) (2/2)   | [ 48 ] |
| 22 décembre – 28 décembre | Jimmy Butler (Bulls de Chicago) (1/1)           | James Harden (Rockets de Houston) (2/3)               | [ 49 ] |
| 29 décembre – 4 janvier   | Jeff Teague (Hawks d'Atlanta) (1/1)             | Kevin Durant (Thunder d'Oklahoma City) (1/1)          | [ 50 ] |
| 5 janvier – 11 janvier    | Kemba Walker (Hornets de Charlotte) (1/1)       | Klay Thompson (Warriors de Golden State) (2/3)        | [ 51 ] |
| 12 janvier – 18 janvier   | Al Horford (Hawks d'Atlanta) (2/2)              | Mo Williams (Timberwolves du Minnesota) (1/2)         | [ 52 ] |
| 19 janvier – 25 janvier   | LeBron James (Cavaliers de Cleveland) (3/3)     | Klay Thompson (Warriors de Golden State) (3/3)        | [ 53 ] |
| 26 janvier – 1er février  | Kyrie Irving (Cavaliers de Cleveland) (1/2)     | Zach Randolph (Grizzlies de Memphis) (1/1)            | [ 54 ] |
| 2 février – 8 février     | Yánnis Antetokoúnmpo (Bucks de Milwaukee) (1/1) | Russell Westbrook (Thunder d'Oklahoma City) (1/2)     | [ 55 ] |
| 23 février – 1er mars     | Isaiah Thomas (Celtics de Boston) (1/2)         | Damian Lillard (Trail Blazers de Portland) (2/2)      | [ 56 ] |
| 2 mars – 8 mars           | Mo Williams (Hornets de Charlotte) (2/2)        | Russell Westbrook (Thunder d'Oklahoma City) (2/2)     | [ 57 ] |
| 9 mars – 15 mars          | Kyrie Irving (Cavaliers de Cleveland) (2/2)     | Anthony Davis (Pelicans de La Nouvelle-Orléans) (1/1) | [ 58 ] |
| 16 mars – 22 mars         | Dwyane Wade (Heat de Miami) (1/1)               | Chris Paul (Clippers de Los Angeles) (1/1)            | [ 59 ] |
| 23 mars – 29 mars         | Brook Lopez (Nets de Brooklyn) (1/2)            | Stephen Curry (Warriors de Golden State) (2/2)        | [ 60 ] |
| 30 mars – 5 avril         | Brook Lopez (Nets de Brooklyn) (2/2)            | James Harden (Rockets de Houston) (3/3)               | [ 61 ] |
| 6 avril – 12 avril        | Isaiah Thomas (Celtics de Boston) (2/2)         | Tim Duncan (Spurs de San Antonio) (1/1)               | [ 62 ] |

### Joueurs du mois
| Mois     | Conférence Est                              | Conférence Ouest                                  | Réf.   |
| -------- | ------------------------------------------- | ------------------------------------------------- | ------ |
| Novembre | Jimmy Butler (Bulls de Chicago) (1/1)       | Stephen Curry (Warriors de Golden State) (1/1)    | [ 63 ] |
| Décembre | Kyle Lowry (Raptors de Toronto) (1/1)       | James Harden (Rockets de Houston) (1/2)           | [ 64 ] |
| Janvier  | Cinq majeur (Hawks d'Atlanta) ¹ (1/1)       | James Harden (Rockets de Houston) (2/2)           | [ 65 ] |
| Février  | LeBron James (Cavaliers de Cleveland) (1/2) | Russell Westbrook (Thunder d'Oklahoma City) (1/3) | [ 66 ] |
| Mars     | LeBron James (Cavaliers de Cleveland) (2/2) | Russell Westbrook (Thunder d'Oklahoma City) (2/3) | [ 67 ] |
| Avril    | DeMar DeRozan (Raptors de Toronto) (1/1)    | Russell Westbrook (Thunder d'Oklahoma City) (3/3) | [ 68 ] |

¹ Le cinq majeur comprend : DeMarre Carroll, Al Horford, Kyle Korver, Paul Millsap et Jeff Teague.

### Rookies du mois
| Mois     | Conférence Est                            | Conférence Ouest                                 | Réf.   |
| -------- | ----------------------------------------- | ------------------------------------------------ | ------ |
| Novembre | Jabari Parker (Bucks de Milwaukee) (1/1)  | Andrew Wiggins (Timberwolves du Minnesota) (1/4) | [ 69 ] |
| Décembre | Nikola Mirotić (Bulls de Chicago) (1/2)   | Andrew Wiggins (Timberwolves du Minnesota) (2/4) | [ 70 ] |
| Janvier  | Elfrid Payton (Magic d'Orlando) (1/1)     | Andrew Wiggins (Timberwolves du Minnesota) (3/4) | [ 71 ] |
| Février  | Marcus Smart (Celtics de Boston) (1/1)    | Andrew Wiggins (Timberwolves du Minnesota) (4/4) | [ 72 ] |
| Mars     | Nikola Mirotić (Bulls de Chicago) (2/2)   | Jordan Clarkson (Lakers de Los Angeles) (1/1)    | [ 73 ] |
| Avril    | Bojan Bogdanović (Nets de Brooklyn) (1/1) | Rodney Hood (Jazz de l'Utah) (1/1)               | [ 74 ] |

### Entraîneurs du mois
| Mois     | Conférence Est                             | Conférence Ouest                               | Réf.   |
| -------- | ------------------------------------------ | ---------------------------------------------- | ------ |
| Novembre | Dwane Casey (Raptors de Toronto) (1/1)     | David Joerger (Grizzlies de Memphis) (1/1)     | [ 75 ] |
| Décembre | Mike Budenholzer (Hawks d'Atlanta) (1/2)   | Terry Stotts (Trail Blazers de Portland) (1/1) | [ 76 ] |
| Janvier  | Mike Budenholzer (Hawks d'Atlanta) (2/2)   | Steve Kerr (Warriors de Golden State) (1/2)    | [ 77 ] |
| Février  | Frank Vogel (Pacers de l'Indiana) (1/1)    | Scott Brooks (Thunder d'Oklahoma City) (1/1)   | [ 78 ] |
| Mars     | David Blatt (Cavaliers de Cleveland) (1/1) | Steve Kerr (Warriors de Golden State) (2/2)    | [ 79 ] |
| Avril    | Brad Stevens (Celtics de Boston) (1/1)     | Doc Rivers (Clippers de Los Angeles) (1/1)     | [ 80 ] |

## Faits notables de pré-saison et pendant la saison
- En mai 2013, Michael Jordan annonce que l'équipe des Bobcats de Charlotte a entamé la procédure pour reprendre à partir de la saison 2014-2015 le surnom de Hornets, transféré en 2002 de Charlotte à La Nouvelle-Orléans puis laissé vacant par cette même franchise[81]. La procédure aboutit le 18 juillet suivant lors de la réunion du conseil d'administration de la NBA, où les propriétaires des franchises ont donné leur accord par vote à la majorité[82]. En début de saison 2014-2015 les Bobcats de Charlotte prennent ainsi le nom de Hornets de Charlotte.

- Le 29 avril 2014, le propriétaire des Clippers de Los Angeles, Donald Sterling, est suspendu à vie de toute activité au sein de la NBA et condamné à une amende de 2,5 millions de dollars par Adam Silver, le patron de la Ligue, pour propos racistes envers les noirs et en particulier Magic Johnson[83]. Adam Silver a jugé ces propos « profondément offensants et blessants, contraires aux principes de la NBA, une ligue multi-culturelle et multi-ethnique. M. Sterling est donc interdit à vie de toute association avec la NBA ou les Clippers, et de toute activité au sein de la ligue »[84].

- Le 12 août 2014, la NBA confirme la vente de la franchise des Clippers de Los Angeles à Steve Ballmer, ancien Directeur général de Microsoft de 2000 à 2014, pour le somme de deux milliards de dollars (un milliard et demi d'euros). La vente est forcée par le juge chargé de l'affaire[85] et est négociée par Shelly Sterling, l'épouse de Donald Sterling.

- Les Cavaliers de Cleveland remportent pour la deuxième année consécutive le choix no 1 de la draft, c'est aussi la troisième fois en quatre ans et la sixième fois de l'histoire de la franchise. Ils ont sélectionné la Canadien Andrew Wiggins. C'est le deuxième joueur canadien à être sélectionné no 1 après Anthony Bennett lors de la Draft 2013.
- Après quatre ans passés avec le Heat de Miami, LeBron James retourne dans son premier club NBA où il a été drafté no 1 en 2003 : les Cavaliers de Cleveland[86].

- Les Rockets de Houston et les Timberwolves du Minnesota joueront à l’Arena Ciudad de México de Mexico le 12 novembre 2014, alors que les Knicks de New York et les Bucks de Milwaukee joueront à O2 Arena de Londres le 15 janvier 2015.
- Les Raptors de Toronto et les Grizzlies de Memphis célébreront leurs 20e anniversaires comme franchises NBA.
- Andrew Wiggins et Anthony Bennett ont été échangés aux Timberwolves du Minnesota contre Kevin Love le 23 août 2014, alors que Wiggins a signé son contrat rookie 30 jours plus tôt. C'est la deuxième fois depuis la fusion NBA-ABA que le no 1 de la draft est échangé sans jouer pour l'équipe qui l'a sélectionné.
- Le 5 août 2014, Becky Hammon est nommée entraîneur-assistante des Spurs de San Antonio. Elle devient ainsi la seconde femme entraîneur de NBA (après Lisa Boyer, assistante des Cavaliers de Cleveland, seulement à domicile lors de la saison 2001-2002), mais la première à temps complet[87].

- Au cours du mois de septembre, le copropriétaire des Hawks d'Atlanta, Bruce Levenson, annonce qu'il quitte son poste après avoir avoué via un mail qu'il a tenu « des propos à caractère raciste » deux ans auparavant[88]. Quelques jours après, le Manager Général est sanctionné pour avoir tenu des propos controversés sur le joueur Anglo-soudanais Luol Deng en disant qu'il « avait un peu d'africain en lui ». Il a refusé de démissionner à la suite de ces propos[89].

- Le 24 septembre 2014, les Suns de Phoenix sont devenus la première équipe à avoir deux frères jouant dans la même équipe, avec Goran et Zoran Dragić qui ont signé chacun un contrat de deux ans[90]. Quant aux deux frères jumeaux Markieff et Marcus Morris, ils ont tous les deux obtenu une prolongation de contrat de quatre ans.

- Le 6 octobre 2014, la NBA a annoncé avoir signé un nouveau contrat concernant les droits TV avec ESPN et TNT pour une valeur record de 24 milliards de dollars sur neuf ans. À partir de la saison 2015-16, la valeur de la NBA passerait de 930 millions de dollars à 2,6 milliards de dollars par an, ce qui augmenterait aussi le plafond salarial de chaque équipe de 63 millions de dollars à environ 88,8 millions de dollars.
- Le 19 octobre 2014, les Nets de Brooklyn et les Celtics de Boston ont joué un match test de pré-saison qui se composait de quatre quarts-temps de 11 minutes, au lieu de 12 minutes habituellement, ce qui a réduit la durée du match à environ deux heures. Boston a remporté le match 95-90.
- Le logo de la NBA change de position sur les maillots de l'équipe, il quitte le haut gauche de la poitrine pour se trouver à l'arrière, au-dessus du nom du joueur. Les équipes qui ont remporté un championnat disposeront d'un patch doré brodé sur le col dans le dos, mettant en évidence le nombre de championnats gagnés.
- Après un vote (17 pour et 13 contres) et à défaut de réunir 2/3 des avis favorables, la NBA refuse la réforme de la draft qui consistait à donner une chance égale aux franchises classées de la 30e à la 26e place avec 110 boules chacune soit 11 % de chances (contre respectivement 250, 199, 156 et 119 à l'heure actuelle) et le meilleur bilan des franchises non qualifiées pour les Play-offs, soit la 17e franchise avec 20 boules soit 2 % de chances[91].

- le 28 octobre 2014, la NBA met en place un centre de ralenti vidéo à Secaucus dans le New Jersey. Son but est de s'assurer que les replays de la NBA sur les appels douteux soient plus rapides pour les arbitres lors de la décision finale.
- Lauren Holtkamp-Sterling est nommée arbitre à temps plein. C'est la troisième femme engagée par la NBA[92].
- Le 1er novembre 2014, Carmelo Anthony dépasse les 20 000 points en carrière, devenant le 40e joueur dans l'histoire de la NBA à le faire. Il a marqué son vingt-millième point lors du premier quart-temps de la victoire 96-93 à domicile contre les Hornets de Charlotte.
- Le 11 novembre 2014, Dirk Nowitzki a dépassé Hakeem Olajuwon et est devenu le meilleur marqueur né en dehors des États-Unis. Il devient par le même occasion le 9e meilleur marqueur de l'histoire de la NBA. Il a terminé le match avec 26 953 points en carrière[93].

- Le 13 novembre 2014, les Mavericks de Dallas ont mené de 44 points à la mi-temps du match contre les 76ers de Philadelphie, c'est le 2e plus gros écart (à égalité) à la mi-temps d'un match en NBA.
- Le 2 décembre 2014, les Suns de Phoenix annoncent que c'est la dernière année qu'ils joueront dans leur salle de l'US Airways Center qui sera rebaptisée à partir de la saison prochaine la Talking Stick Resort Arena[94].

- Le 13 décembre 2014, Dwight Howard atteint les 10 000 rebonds en carrière[95].

- Le 14 décembre 2014, Kobe Bryant a dépassé Michael Jordan à la troisième place des meilleurs marqueurs de la NBA. Il l'a dépassé lors du deuxième quart-temps d'un match remporté contre les Timberwolves du Minnesota. Il a terminé le match avec 26 points[96].

- Le 18 décembre 2014, Rajon Rondo et le rookie Dwight Powell ont été échangés aux Mavericks de Dallas contre Brandan Wright, Jae Crowder, Jameer Nelson, un premier tour de draft 2015 et un futur second tour de draft qui eux partent aux Celtics de Boston.
- Le 22 décembre 2014, les Pistons de Détroit libèrent Josh Smith après lui avoir fait signer un contrat de 54 millions de dollars sur quatre ans en juillet 2013[97]. Il a signé deux jours plus tard avec les Rockets de Houston, qui eux ont libéré Tarik Black, qui a signé avec les Lakers de Los Angeles quelques jours plus tard. Pour son premier match avec les Rockets, Smith a marqué 21 points et pris 8 rebonds en 32 minutes lors d'une victoire 117-111 en prolongation contre les Grizzlies de Memphis le 26 décembre 2014. Quant aux Pistons, ils ont enregistré sept victoires consécutives après avoir commencé la saison avec 5 victoires et 23 défaites lorsque Smith était dans l'équipe.

- Le jour de Noël, le Heat de Miami a battu les Cavaliers de Cleveland 101-91, ce qui a gâché le retour de LeBron James à Miami.
- Le 26 décembre 2014, Dirk Nowitzki est devenu le 8e meilleur marqueur de la NBA et dépasse Elvin Hayes. Il a marqué 14 points lors d'une courte victoire (102-98) contre les Lakers de Los Angeles. Le même jour, Jared Dudley devient le premier joueur de l'histoire à réaliser un 100 % aux tirs en tentant au moins 10 tirs dont trois à trois points. Ce soir là, il a marqué 24 points à 10/10, dont (4/4 à trois points), lors d'une victoire large (107-77) des Bucks de Milwaukee contre les Hawks d'Atlanta.
- Le 2 janvier 2015, un accord a été mis en place par les propriétaires des Hawks d'Atlanta et la NBA pour vendre la franchise.
- Le 5 janvier 2015, Dirk Nowitzki devient le 7e meilleur marqueur de la NBA et dépasse Moses Malone. Il a marqué 15 points lors d'une victoire (96-88) après prolongation des Mavericks de Dallas contre les Nets de Brooklyn.
- En janvier, les Hawks d'Atlanta deviennent les seuls leaders de la Conférence Est pour la première fois depuis la Saison NBA 1993-1994.
- Shawn Marion devient le premier joueur dans l'histoire de la NBA à marquer plus de 15 000 points, prendre 10 000 rebonds, 1500 interceptions, 1000 contres et plus de 500 tirs à trois points.
- Le 15 janvier 2015, les Clippers de Los Angeles font partie d'un échange à trois avec les Celtics de Boston et les Suns de Phoenix pour pouvoir acquérir Austin Rivers, qui est le fils de l'entraîneur des Clippers Doc Rivers. C'est la première fois dans l'histoire de la NBA qu'un père entraîne son fils dans une franchise.
- Le 23 janvier 2015, Klay Thompson a établi un record en NBA en marquant 37 points en un seul quart-temps (le troisième), il a réalisé un 13/13 aux tirs avec notamment un 9/9 à trois points lors d'une victoire 126-101 contre les Kings de Sacramento. Il a battu le précédent record de 33 points co-détenu par George Gervin et Carmelo Anthony. Les neuf paniers à trois points sont aussi un record NBA, qui dépassent les 8 précédemment réalisés par Michael Redd et Joe Johnson. Les 13 tirs réussis dans un quart-temps ont égalé le record de David Thompson[98].

- Le 31 janvier 2015, après avoir battu les 76ers de Philadelphie, les Hawks d'Atlanta deviennent la première équipe dans l'histoire de la NBA à aligner 17 victoires pour 0 défaite au mois de janvier[99].

- Lors du All-Star Game 2015, Russell Westbrook marque 41 points et devient le deuxième meilleur marqueur lors d'un match du All-Star Game, à noter que la conférence Ouest l'a emporté sur le score de 163-158 face à la conférence Est. Après le match, les Knicks de New York annoncent qu'ils ont racheté le contrat d'Amar'e Stoudemire. Ce dernier signe deux jours plus tard chez les Mavericks de Dallas.
- Le 19 février 2015, lors de la trade deadline, 43 échanges sont effectués entre les franchises (record). Lors de cette journée on peut noter le retour de Kevin Garnett aux Timberwolves du Minnesota, ou encore celui de Tayshaun Prince aux Pistons de Détroit. Les Suns de Phoenix ont été très actifs lors de cette journée avec le départ de cinq joueurs dont les deux meneurs, Isaiah Thomas qui prend la direction des Celtics de Boston et Goran Dragić au Heat de Miami à la suite de ces deux départs, les Suns engagent Brandon Knight en provenance des Bucks de Milwaukee. Autre équipe très active lors de cette journée, le Thunder d'Oklahoma City enregistre quatre arrivées, celles de Steve Novak et Enes Kanter en provenance du Jazz de l'Utah et celles de D. J. Augustin et Kyle Singler en provenance des Pistons de Détroit en échange de Kendrick Perkins qui prend la direction des Cavaliers de Cleveland, Grant Jerrett vers le Jazz de l'Utah et Reggie Jackson vers les Pistons de Détroit.
- Le 24 mars lors de la victoire des Mavericks de Dallas contre les Spurs de San Antonio (101-94), Dirk Nowitzki capte son 10000e rebond et devient le premier joueur à cumuler 20 000 points, 10 000 rebonds, 1000 contres et 1000 tirs à trois points. Il devient aussi le septième joueur à atteindre les 10 000 rebonds.
- Le 15 avril 2015, à la suite de la victoire des Pélicans de la Nouvelle-Orléans 108-103 sur les Spurs de San Antonio, toutes les franchises de la division Sud-Ouest se sont qualifiées en Play-offs. C'est la quatrième fois en 69 ans que toutes les équipes d'une même division se sont qualifiées, après 1984, 1986 et 2006.